# Aspalathus nivea
Aspalathus nivea är en ärtväxtart som beskrevs av Carl Peter Thunberg. Aspalathus nivea ingår i släktet Aspalathus och familjen ärtväxter. Inga underarter finns listade i Catalogue of Life.